# Canal de Parry
El Canal de Parry és un cos d'aigua situat a l'Arxipèlag Àrtic Canadenc. Les dues terceres parts més orientals corresponen al territori de Nunavut, mentre la el terç més occidental (a l'oest dels 110° Oest) corresponen als Territoris del Nord-oest. Discorre d'est a oest, unit la badia de Baffin, a l'est, amb el mar de Beaufort, a l'oest. El seu extrem oriental és l'única entrada pràctica al pas del nord-oest. El canal separa les illes de la Reina Elisabet, al nord, de la resta del Nunavut.
El canal rep diferents noms segons el tram, d'est a oest serien: estret de Lancaster, estret de Barrow, Canal del Vescomte Melville i estret de McClure. Al sud hi ha l'illa de Baffin, l'estret del Príncep Regent que porta al gran golf de Boothia, l'illa Somerset, l'estret de Peel, principal ruta cap al sud, l'illa del Príncep de Gal·les, el canal de M'Clintock, l'illa Victòria, l'estret del Príncep de Gal·les i l'illa de Banks. Al nord hi ha l'illa de Devon, el canal de Wellington, l'illa Cornwallis, el canal de McDougall, l'illa Bathurst, l'illa de Melville i l'illa del Príncep Patrick.
El canal Parry rep el nom de l'explorador àrtic William Edward Parry, que el 1819 va arribar fins a l'illa de Melville abans de ser bloquejat pel gel a l'estret de McClure. El següent buc que va arribar a aquest extrem oest va formar part de l'expedició d'Edward Belcher el 1850.